# البريد البرتغالي
البريد البرتغالي ، SA (بالبرتغالية لـ CTT - Correios de Portugal ) هي شركة برتغالية تعمل كخدمة بريدية وطنية للبرتغال ومجموعة تجارية مع شركات تابعة تعمل في الخدمات المصرفية والتجارة الإلكترونية والخدمات البريدية الأخرى. تأسست في عام 1520 من قبل الملك البرتغالي مانويل الأول ، خلال عصر النهضة البرتغالية ، تعد أقدم شركة لا تزال تعمل في البرتغال.
لمختصر (CTT) يأتي من الشركة الاسم السابق (بالبرتغالية: Correios, Telégrafos e Telefones‏) بمعنى "البريد والبرق والهاتف") ، كما تم تعيين الخدمات البريدية السابقة المستعمرات البرتغالية و لا يزال CTT - وظيفة ماكاو في الوقت الحاضر.
أصبحت شركة عامة محدودة في عام 1991 ، وفي ديسمبر 2013 تم إدراج الأسهم في يورونكست لشبونة .
في عام 2007 ، بدأت في تقديم خدمة الهاتف المحمول في البرتغال ، تحت اسم العلامة التجارية فون -ix . تم إغلاق فون-ix في 1 يناير 2019.
تمت خصخصتها في عام 2014 ، من أجل قيام الحكومة البرتغالية بجمع الأموال والامتثال لمتطلبات الاتحاد الأوروبي لإنقاذها . في العام السابق ، تم بالفعل التصرف في 70 ٪ من أسهمها .

## روابط خارجية
- الموقع الرسمي CTT